# Megacerus coryphae
Megacerus coryphae là một loài bọ cánh cứng trong họ Bruchidae. Loài này được Olivier miêu tả khoa học năm 1795.